# Hesperinidae
Famille
Synonymes
- Hesperinae Schiner, 1868[1]

Les Hesperinidae sont une famille d'insectes diptères nématocères.

## Genres et espèces
Selon Catalogue of Life (2 février 2022) :
- genre Hesperinus - présent en Europe
  - Hesperinus brevifrons
  - Hesperinus conjungens
  - Hesperinus cuspidistylus
  - Hesperinus hyalopterus
  - Hesperinus imbecillus
  - Hesperinus macroulatus
  - Hesperinus nigratus
  - Hesperinus rohdendorfi

Selon GBIF (2 février 2022) :
- genre Hesperinus Walker, 1848